# Fribourg-Gottéron
Der HC Fribourg-Gottéron (kurz Fribourg-Gottéron, ehemals HC Gottéron und danach HC Fribourg) ist ein schweizerischer Eishockeyclub aus Freiburg im Kanton Freiburg. Fribourg-Gottéron spielt in der National League. Der Club ist nach dem Fluss Gottéron (deutsch Galtera) benannt, in dessen Nähe in der Freiburger Unterstadt die ersten Spiele ausgetragen wurden. Seit der Saison 2018/19 ist Fribourg-Gottéron dienstältester Verein der National League. Er trägt seine Heimspiele in der BCF-Arena in Freiburg aus.

## Geschichte
Die Gründung des HC Gottéron erfolgte am 1. Dezember 1937 in der Freiburger Unterstadt. Im Au-Quartier befanden sich Fischzuchtteiche, worauf sich im Winter der Eissport entwickelte. Erste offizielle Meisterschaftsspiele erfolgten bereits im Jahr 1941, und in der Saison 1946/47 konnte der HC die Serie B gewinnen und in die Serie A aufsteigen. Mit dem Aufstieg in die Nationalliga B zog Professionalität in den Verein; und 1956 sammelten die Einwohner des Au-Quartiers Geld für die Gründung der Genossenschaft HG Gottéron Patinoire, welches die zukünftige Eishockeybahn des Clubs werden sollte. Die Spielstätte konnte schliesslich auf einem Grundstück – dem so genannten «Les Augustins» – erbaut werden, welches gleichzeitig Namensgeber des Eisstadions war. Les Augustins blieb bis zur Einweihung der neuen Patinoire de Saint-Léonard im Jahre 1982 in Betrieb.

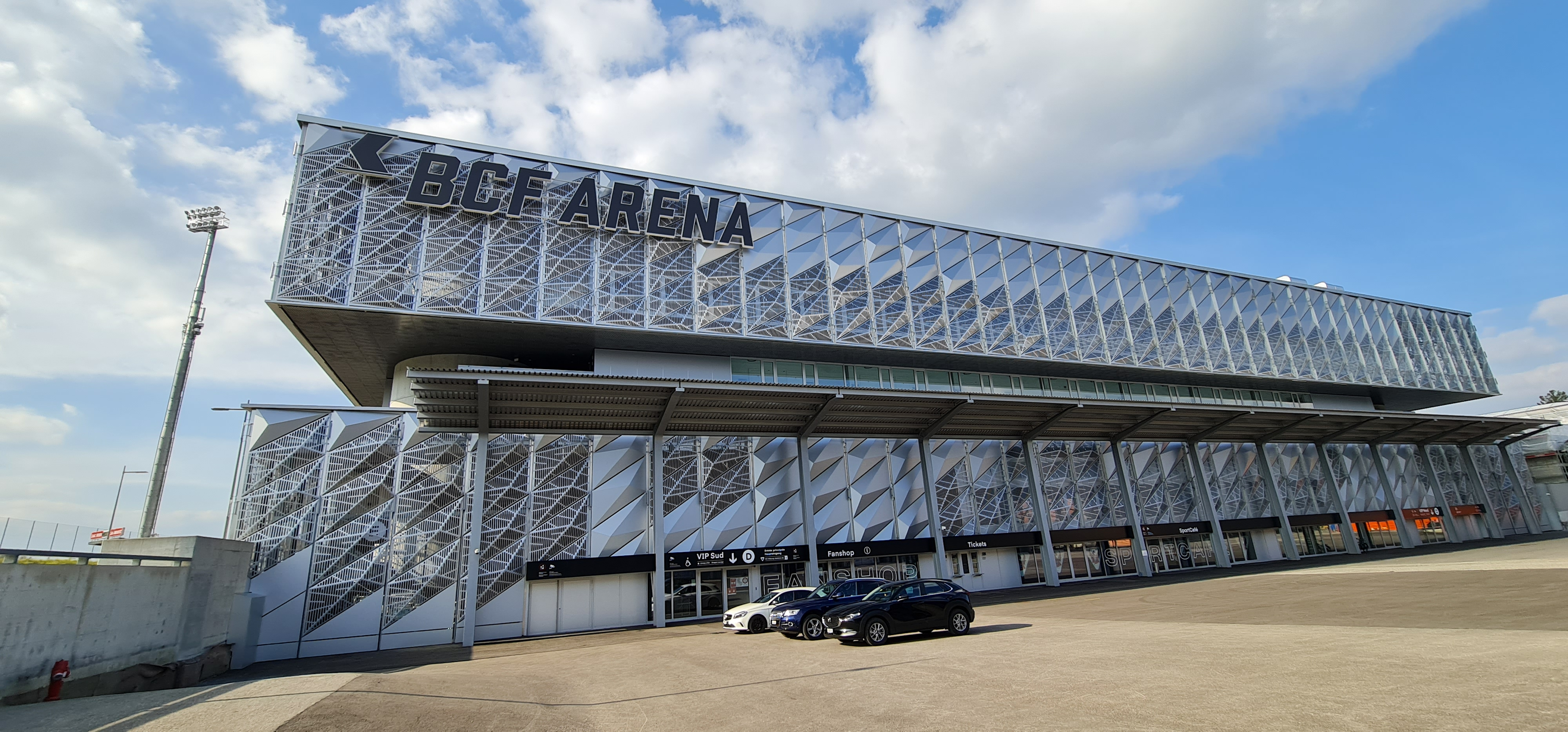
BCF-Arena

Nachdem der Verein stadtweite Bekanntheit errungen hatte, nannte er sich 1967 zunächst in HC Fribourg um.

### 1980er
Am 4. März 1980 erfolgte unter Trainer Gaston Pelletier der Aufstieg in die Nationalliga A, und es kam zum letzten Namenswechsel – fortan ging die Mannschaft unter dem Namen HC Fribourg-Gottéron an den Start. Gegen den Widerstand der Bevölkerung liess die Stadt ein neues Eisstadion in der Peripherie bauen. Das Eisstadion Saint-Léonard öffnete 1982 seine Tore, und in der darauf folgenden Saison wurde der HC unter Trainer Paul-André Cadieux Schweizer Vizemeister. 1986/87 wurde zwar Jean-François Sauvé NLA-Topscorer mit 91 Punkten, trotzdem erreichte der Club nur den siebten Platz. Zum Ende der Saison wies die Bilanz des Clubs einen Verlust von 900'000 Franken aus, Ende Januar 1988 bereits 1,3 Mio. Franken. Innerhalb eines Monats mussten 500'000 Franken gefunden werden, anderenfalls wäre der Zwangsabstieg in die Vierte Liga erfolgt. Durch eine grosse Spendenaktion erhielt der Club genügend Mittel für ein weiteres Agieren in der NLA.

### 1990er
1990/91 wurde das «Dream-Team» Wjatscheslaw Bykow und Andrei Chomutow verpflichtet, die über Jahre Leistungsträger der Freiburger wurden und zwischen 1991/92 und 1993/94 drei Vizemeisterschaften erreichten.
Der Club nahm 1992 am Spengler Cup als Ersatz für den HC Davos teil, weil dieser zuvor aus der höchsten Spielklasse abgestiegen war.
Zur Spielzeit 1995/96 musste Fribourg-Gottéron zum ersten Mal in die NLA-Playouts, konnte aber gegen den HC Lausanne die Klasse halten. 1997 wurde der HCF zur Aktiengesellschaft (HC Fribourg-Gottéron SA), Vorsitzender des Verwaltungsrates wurde Gaston Baudet. Das anfängliche Aktienkapital von 2 Mio. Franken stieg auf CHF 3,5 Mio. und liegt heute bei 2'353'630 Franken. Sportlich gesehen wurde durch den zweiten Platz in der Hauptrunde und dem Halbfinaleinzug gegen den HC Davos die Teilnahme zur European Hockey League erreicht, in deren Folge in der Vorrunde nach einem vierten Platz das Aus kam. Für die kommende Spielzeit beschloss die Vereinsführung, die Nachwuchsförderung zu intensivieren und vermehrt Junioren einzusetzen.

### 2000er
Im Jahr 2001 wurde der bisherige Pressechef Antoine Roulin zum Präsidenten des Verwaltungsrates der Betreibergesellschaft gewählt. 2004 gab Roulin seinen Posten als Vorsitzender des VR ab und wurde von Laurent Schneuwly beerbt.
Da im Laufe der Jahre viele Schulden angehäuft wurden, wurde am 22. November 2006 ein neuer Vorstand gewählt, der den Verein sanieren sollte. Sportlich wirkte sich der Sparkurs – das Aktienkapital wurde auf 2'153'630 Franken reduziert – zunächst mit dem Erreichen des Klassenerhalts 2006 und 2007 aus. Nach der Saison integrierte die Aktiengesellschaft mit der Restauration einen neuen Geschäftszweig in den Stammverein, der den Verein konsolidieren sollte. Zudem trennte sich die Gesellschaft von ihrer Juniorenabteilung, welche sich fortan in der Stiftung «Slava Bykov» organisierte. Diese Trennung sollte die Zukunftsfähigkeit der Nachwuchsabteilung sichern, indem sie unabhängig von der AG agierte. Zudem entspricht diese auch der Auflage der Stadt, die bei der Übergabe des Pachtvertrages des Restaurants der Patinoire an die Aktiengesellschaft forderte, dass sie das Nettoergebnis der jeweiligen Jahresrechnung des Restaurants der Stiftung zukommen lässt. Ebenfalls im November 2006 wurde Daniel Baudin anstelle von Laurent Schneuwly Verwaltungsratspräsident.
2007/08 zog die Mannschaft in den Halbfinal ein, musste sich dort aber dem HC Servette Genève geschlagen geben. Nach der erfolgreichsten Saison der letzten zehn Jahre drang der HCF 2008/09 erneut bis in den Halbfinal vor, unterlag aber schliesslich dem HC Davos in 4:3 Spielen. Das heutige Jahresbudget der ersten Mannschaft liegt bei 11 Millionen Franken.

### 2010er
Im Juli 2010 übernahm der bisherige stellvertretende Vorsitzende Laurent Haymoz als Nachfolger von Daniel Baudin das Amt des Verwaltungsratspräsidenten der Betreibergesellschaft HC Fribourg-Gottéron SA.
Seit der Saison 2010/2011 trägt die Spielstätte des Clubs den Namen BCF-Arena, da die Namensrechte an der Eishalle mit dem damaligen Namen Patinoire de Saint-Léonard an die Freiburger Kantonalbank (französisch Banque Cantonale de Fribourg) für drei Jahre verkauft wurden.
In der Saison 2011/12 – der ersten unter der Leitung von Trainer Hans Kossmann – erreichte Fribourg den Halbfinal der NLA-Playoffs. Aus Anlass des 75-jährigen Bestehens des Clubs nahm Fribourg-Gottéron im Jahr 2012 zum zweiten Mal am Spengler Cup teil. 2013 führte Kossmann die Mannschaft in die NLA-Finalserie, wo man dem SC Bern 2:4 unterlag.
Im Juli 2013 wurde Charles Phillot zum neuen Präsidenten des Verwaltungsrates der HC Fribourg-Gottéron SA gewählt. Er trat die Nachfolge des Anfang Februar 2013 verstorbenen Laurent Haymoz an.
2013/14 stand man im Playoff-Halbfinal, dort unterlag man Kloten. In der Saison 2014/15 lief es nicht mehr so gut, und es gab Konsequenzen: Mitte Oktober 2014 wurde Kossmann entlassen, Gerd Zenhäusern trat die Nachfolge im Amt des Cheftrainers an, verpasste jedoch den Sprung in die Playoffs in dieser Saison. Anfang Juli 2015 wurde Michel Volet neuer VR-Präsident, sein Vorgänger Phillot hatte schon im November 2014 seinen Rücktritt erklärt, seitdem bekleidete Volet das Amt kommissarisch. Wjatscheslaw Arkadjewitsch «Slawa» Bykow zog in den Verwaltungsrat ein.
2016 schied Fribourg im Playoff-Viertelfinal gegen Genève-Servette aus. Im September 2016, also kurz nach Saisonbeginn 2016/17, wechselte Zenhäusern auf den Posten des Leiters der Nachwuchsabteilung. Neuer Trainer wurde der Kanadier Larry Huras. In der Champions Hockey League 2016/17 zogen die Freiburger in den Halbfinal ein, mussten sich dort aber dem späteren Titelgewinner Frölunda HC beugen. Im Abstiegsplayoff der NLA sicherten sich die Üechtländer den Ligaerhalt. Nach der Saison wurde die Zusammenarbeit mit Cheftrainer Huras beendet. Am 29. Mai 2017 wurde der Kanadier Mark French als Huras-Nachfolger präsentiert. French führte die Freiburger in seinem ersten Amtsjahr, der Spielzeit 2017/18, auf den fünften Rang der Hauptrunde, im Playoff-Viertelfinal erfolgte gegen Lugano (1:4) das Saison-Aus.
Anfang Juli 2019 wurde Hubert Waeber Präsident von Gottéron.
Im Oktober 2019 musste Trainer French gehen, nachdem die Mannschaft zum Beginn der Saison 2019/20 nur eine von sechs Ligabegegnungen gewonnen hatte und auf den letzten Tabellenrang abgerutscht war.
Im Oktober 2019 übernahm Christian Dubé bei Gottéron das Doppelmandat als Trainer und Sportchef.

### 2020er
Von 2019 bis 2020 wurde die BCF-Arena um- und ausgebaut. Seit der Spielzeit 2020/21 verfügt das Stadion über 8934 Plätze. Im Dezember 2024 gewann Fribourg-Gottéron den Spengler Cup gegen die Straubing Tigers, den bislang einzigen «Titel» der Clubgeschichte.

## Kader der Saison 2024/25
Stand: 1. Juli 2025
| Nr. | Nat.               | Spieler                | Pos. | Geburtsdatum       | im Team seit | Geburtsort                     |
| --- | ------------------ | ---------------------- | ---- | ------------------ | ------------ | ------------------------------ |
| 20  | Schweiz            | Reto Berra             | G    | 3. Januar 1987     | 2018         | Bülach, Schweiz                |
| 1   | Schweiz            | Loïc Galley            | G    | 16. Mai 2002       | 2022         | Schweiz                        |
| 35  | Schweiz            | Elijah Neuenschwander  | G    | 17. Oktober 2006   | 2018         | Biel/Bienne, Schweiz           |
| 96  | Schweiz            | Andrea Glauser         | D    | 3. April 1996      | 2025         | Zauggenried, Schweiz           |
| 26  | Schweiz            | Alessio Guignard       | D    | 30. August 2006    | 2021         | Bülach, Schweiz                |
| 7   | Schweiz            | Benoît Jecker          | D    | 12. Juni 1994      | 2020         | Freiburg im Üechtland, Schweiz |
| 33  | Schweiz Schweden   | Ludvig Johnson         | D    | 27. Juli 2006      | 2025         |                                |
| 3   | Vereinigte Staaten | Michael Kapla          | D    | 19. September 1994 | 2025         | Eau Claire, Wisconsin, USA     |
| 12  | Schweden           | Patrik Nemeth          | D    | 8. Februar 1992    | 2025         | Stockholm, Schweden            |
| 27  | Schweiz            | Yannick Rathgeb        | D    | 24. Oktober 1995   | 2024         | Langenthal, Schweiz            |
| 5   | Schweiz            | Simon Seiler           | D    | 22. Oktober 1996   | 2022         | Frauenfeld, Schweiz            |
| 77  | Schweiz            | Maximilian Streule     | D    | 28. Oktober 2003   | 2023         | Schweiz                        |
| 28  | Schweiz            | Christoph Bertschy – A | C    | 5. April 1994      | 2022         | Le Mouret, Schweiz             |
| 17  | Schweiz            | Attilio Biasca         | C    | 18. März 2003      | 2025         | Zug, Schweiz                   |
| 21  | Finnland           | Henrik Borgström       | C    | 6. August 1997     | 2025         | Helsinki, Finnland             |
| 95  | Schweden           | Jacob de la Rose       | C    | 20. Mai 1995       | 2022         | Arvika, Schweden               |
| 93  | Schweiz            | Jan Dorthe             | F    | 25. November 2005  | 2024         | Freiburg im Üechtland, Schweiz |
| 79  | Schweiz            | Kevin Etter            | C    | 20. Mai 2003       | 2022         | Schweiz                        |
| 34  | Schweiz            | Jeremi Gerber          | W    | 1. März 2000       | 2024         | Langnau im Emmental, Schweiz   |
| 11  | Schweden           | Lucas Hedlund          | C    | 23. März 2006      | 2025         | Schweden                       |
| 97  | Schweiz            | Nathan Marchon         | C    | 17. Februar 1997   | 2015         | Freiburg im Üechtland, Schweiz |
| 37  | Schweiz            | Kevin Nicolet          | RW   | 7. März 2003       | 2023         | Schweiz                        |
| 65  | Schweiz            | Julien Rod             | W    | 22. November 2004  | 2023         | Freiburg im Üechtland, Schweiz |
| 73  | Schweiz            | Sandro Schmid          | C    | 3. Juni 2000       | 2019         | Murten, Schweiz                |
| 86  | Schweiz            | Julien Sprunger – C    | RW   | 4. Januar 1986     | 2002         | Freiburg im Üechtland, Schweiz |
| 9   | Schweden           | Marcus Sörensen        | W    | 7. April 1992      | 2022         | Södertälje, Schweden           |
| 32  | Schweden           | Lucas Wallmark         | C    | 5. September 1995  | 2023         | Umeå, Schweden                 |
| 23  | Schweiz            | Samuel Walser          | C    | 5. Juni 1992       | 2018         | Mümliswil-Ramiswil, Schweiz    |

### Trainerstab
| Name             | Funktion         | Nationalität | Geburtstag        |
| ---------------- | ---------------- | ------------ | ----------------- |
| Lars Leuenberger | Cheftrainer      | Schweiz      | 29. März 1975     |
| Pavel Rosa       | Assistenztrainer | Tschechien   | 7. Juni 1977      |
| Yves Sarault     | Assistenztrainer | Kanada       | 23. Dezember 1972 |
| David Aebischer  | Torhütertrainer  | Schweiz      | 7. Februar 1978   |
| Gerd Zenhäusern  | Sportdirektor    | Schweiz      | 27. April 1972    |

## Gesperrte Trikotnummern
- # 4 Christian Hofstetter
- # 10 Mario Rottaris
- # 13 Benjamin Plüss[22]
- # 19 Philippe Marquis
- # 44  Shawn Heins[22]
- # 85 Gil Montandon
- # 90 Wjatscheslaw Bykow
- # 91 Andrei Chomutow

## Bekannte (ehemalige) Spieler
(Teamzugehörigkeit und Position in Klammern)
| - David Aebischer (1996–1997, Tor) Aebischer wuchs in Freiburg auf, begann seine Karriere beim HCF. Nach zahlreichen Partien in der National Hockey League spielte er unter anderem beim Ligarivalen Rapperswil-Jona Lakers. Mittlerweile ist Aebischer bei Gottéron als Goalie-Trainer tätig. - Andrei Chomutow (1990–1998, Sturm) Zusammen mit Bykow bildete er das so genannte «Dream Team» des HCF. - Sergei Makarow (1996–1997, Sturm) Makarow spielte 1996 fünf Partien im Trikot des HCF. Zusammen mit Igor Larionow und Wladimir Krutow bildete er die legendäre KLM-Reihe, die als die beste und talentierteste Sturmreihe, die jemals Eishockey spielte, angesehen wird. Im April 2008 wurde Makarow vom Internationalen Eishockey-Verband IIHF ins All-Star Team des 20. Jahrhunderts gewählt. | - Wjatscheslaw Bykow (1990–1998, Sturm) 1990 wechselte Bykow von ZSKA Moskau in die Schweizer Nationalliga A zu Fribourg-Gottéron und blieb hier sieben Jahre. Die Jugendabteilung des Vereins ist ihm zu Ehren in «Stiftung Slava Bykov» benannt. - René Fasel (1960–1972, Sturm) Bereits mit zehn Jahren begann Fasel bei Fribourg-Gottéron das Eishockeyspielen. Dort spielte er von 1960 bis 1972 in den Nachwuchsmannschaften und der Nationalliga B. Seit 1994 ist er Präsident der Internationalen Eishockey-Föderation und mittlerweile Ehrenmitglied im HC Fribourg Gottéron. - Mark Streit (1995–1996, Verteidigung) Der Junior des SC Bern begann seine Profi-Karriere 1995 mit 17 Jahren beim HC Fribourg-Gottéron. Mittlerweile hat Streit seine Karriere beendet. |

## Trainer
- 1942–1953 :  Walter Essig
- 1953–1954 :  Wolfgang Gosnik
- 1954–1955 :  Fredy Streun
- 1955–1956 :  Jimmy Raesbeck
- 1956–1957 :  Mike O’Brien
- 1957–1959 :  Raymond Maisonneuve
- 1959–1960 :  Bruce Hamilton
- 1961–1964 :  André Girard
- 1964–1966 :  Reto Delnon (ersetzt im Laufe der Saison 1966/67)
- 1966–1967 :  Jean-Marie Schaller (ersetzt im Laufe der Saison 1966/67)
- 1967:  Reto Delnon
- 1968–1969 :  Michel Wehrli (ersetzt im Laufe der Saison 1968/69)
- 1968–1970 :  Tim Haines
- 1970–1972 :  Peter Schmidt
- 1972–1973 :  Reynald Lacroix
- 1973–1974 :  Peter Schmidt
- 1974:  Reto Delnon (ersetzt im Laufe der Saison 1974/75)
- 1974–1977 :  Gerry Aucoin
- 1977–1978 :  Raymond Maisonneuve (ersetzt im Laufe der Saison 1978/79)
- 1978–1982 :  Gaston Pelletier
- 1982–1985 :  Paul-André Cadieux
- 1985–1987 :  Kent Ruhnke (ersetzt im Laufe der Saison 1986/87)
- 1987:  Bengt Ohlson
- 1987–1990 :  Mike McNamara (ersetzt im Laufe der Saison 1989/90)
- 1990–1995 :  Paul-André Cadieux
- 1995–1996 :  Kjell Larsson (ersetzt im Laufe der Saison 1996/97)
- 1996–1999 :  André Péloffy (entlassen im Januar 1999)
- 1999:  Ueli Schwarz (von Beginn der Saison 1999/2000 bis Dezember 1999)
- 1999–2000 :  Colin Muller
- 2000–2002 :  Serge Pelletier
- 2002–2003 :  Colin Muller
- 2003–2004 :  Ievgueni Popichine (ersetzt im Laufe der Saison 2002/03)
- 2004–2006 :  Mike McParland (ab Dezember 2004)
- 2006–2011 :  Serge Pelletier (ersetzt im Laufe der Saison 2010/11)
- 2011–2014 : / Hans Kossmann
- 2014–2016 :   Gerd Zenhäusern[23] (ersetzt im September 2016)
- 2016–2017 :  Larry Huras
- 2017–2019 :  Mark French (bis Oktober 2019)
- 2019–2024 :  Christian Dubé
- 2024:  Patrick Émond (ersetzt im Dezember 2024)
- seit Dezember 2024:   Lars Leuenberger

## Frauen
Seit den 1980er Jahren gibt es in Freiburg ein Fraueneishockey-Team. Mit La Vannerie wurde 1980 in der Freiburger Unterstadt – unter Führung von Hubart Audriaz – das erste Fraueneishockey-Team der Schweiz gegründet. Vier Jahre später wurde Fraueneishockey in den Schweizerischen Eishockeyverband (SEHV) aufgenommen und ab der Saison 1986/87 eine offizielle Schweizer Meisterschaft gespielt. 1989 wurde La Vannerie in HC Unterstadt umbenannt, ehe er zum HCP Freiburg wurde. 1997 wurde der Club in die Nachwuchsbewegung des HC Fribourg-Gottéron integriert. 2008 wurde mit dem Fribourg Ladies Hockey Club ein eigenständiger Verein gegründet, da die Slawa-Bykov-Foundation ausschliesslich den männlichen Nachwuchs förderte.
Ab 2001 nahm das Team an der drittklassigen SWHL C teil und stieg 2004 erstmals in die SWHL B auf. 2010 folgte der Abstieg in die SWHL C und zwei Jahre der Wiederaufstieg in die SWHL B. 2014 gewann das Team erstmals die Meisterschaft der zweiten Spielklasse, verzichtete jedoch auf einen Aufstieg in die höchste Spielklasse SWHL A, die heutige Women’s League. In den folgenden Jahren gehörte das Team regelmässig zu den Playoff-Teilnehmern der SWHL B.
2022 begann erneut ein Prozess zur Integration des Frauenteams in den HC Fribourg-Gottéron, verbunden mit einer Budgeterhöhung und verbesserten Trainingsbedingungen für das Team. 2023 gewann das Team die Meisterschaft der SWHL B und stieg direkt in die Women’s League auf.

## Spielstätte

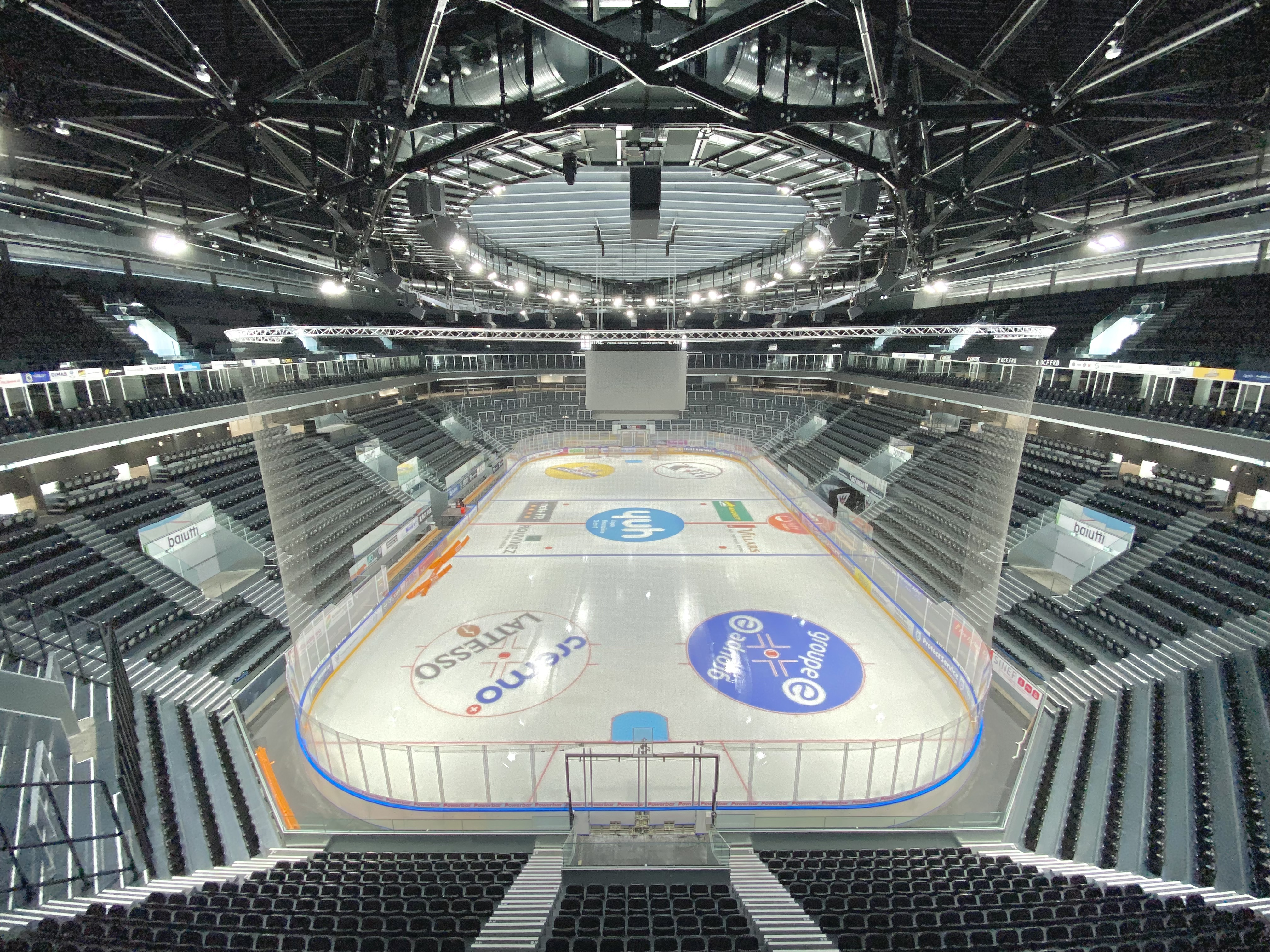
BCF-Arena Fribourg

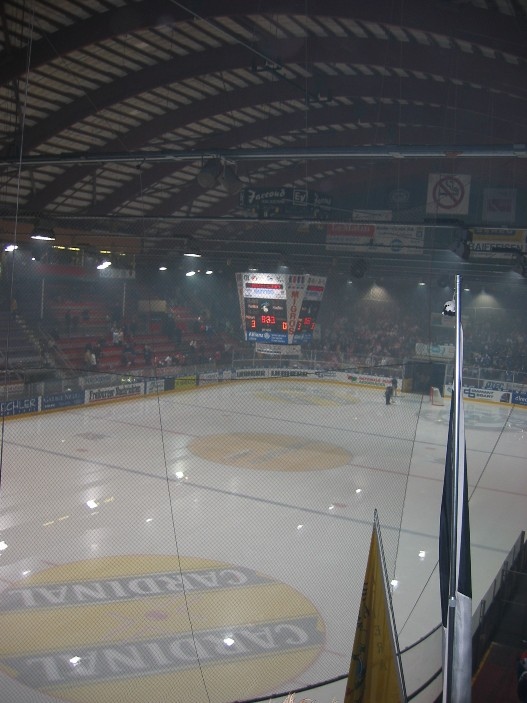
Blick auf die Eisfläche der Arena vor dem Umbau.

Die BCF-Arena ist die Heimspielstätte des HC Fribourg-Gottéron. Die Eishalle wurde 1983 als Patinoire de Saint-Léonard erbaut und fasste damals 7720 Zuschauer.
Seit der Saison 2010/11 trägt die Eishalle den Namen BCF-Arena, die Freiburger Kantonalbank (Banque Cantonale de Fribourg) erwarb die Namensrechte der Halle.
Von 2019 bis 2020 wurde das Stadion um- und ausgebaut. Seit der Spielzeit 2020/21 verfügt das Stadion über 8934 Plätze. Die Gesamtkapazität inklusive Pressetribüne beträgt 9054 Plätze. Die Arena verfügt über sechs Restaurants, zwölf Buvetten, 336 Logenplätze und 76 Dine&View-Plätze.

## Trivia
Unter dem Pseudonym Pierre Paillasse schrieb der Freiburger Schriftsteller David Bielmann fünf kurze Romane, die sich um den HC Fribourg-Gottéron drehen: Nachspiel (2009), Nachschuss (2010), Nachruhm (2011), Gastspiel (2013) und Der Besuch der Russin (2016). Drei davon wurden auf Französisch übersetzt: Revanche (2011), A guichets fermés (2016), La visite de la Russe (2020).